# Campeonato Paraguayo de Fútbol 1909
El Campeonato Paraguayo de Fútbol 1909, en el que se disputó por tercera vez la Copa el Diario, es el número tres oficial organizado por la hoy Asociación Paraguaya de Fútbol (entonces: Liga Paraguaya de Foot Ball Association); y se llevó a cabo tras la suspensión de 1908, año en que no hubo torneo debido al golpe de Estado del 2 de julio y a la inestabilidad política que le siguió.
Resultó campeón Nacional y vicecampeón el club Libertad, ganando por vez primera un equipo que no fuera el club Guaraní. Como al final del mismo los dos primeros terminaron empatados en puntos, se recurrió a un partido extra para definir al campeón.

## Participantes
De este campeonato inaugural tomaron parte los cuatro clubes fundadores de la Liga (de cinco), el Atlántida (admitido en el torneo anterior) y un club nuevo: el Mbiguá. Los seis siguen existiendo, pero en el caso del último participa en otros deportes, mas no ya en fútbol. 
El club Presidente Hayes, y el club Sol de América fueron fundados entre el torneo anterior y este, pero no participaron aún del mismo. Posteriormente jugarían en esta Liga y mucho más adelante se coronarían campeones.
Lo llamativo de este torneo fue que el entonces bicampeón e invicto en las dos primeras temporadas, Guaraní, perdió todos sus encuentros menos uno que empató, por lo que se conformó con el último lugar, lejos de los demás. Se cree que alguna circunstancia extraordinaria influyó, sobre todo porque en esa época eran comunes las ausencias a partidos, partidos terminados porque la pelota reventó (hubo dos casos en este torneo), y hechos similares.

## Sistema de disputa
El campeonató se jugó a partidos de ida y vuelta de todos contra todos, es decir a dos ruedas, para un total de 10 fechas con tres encuentros cada una.

## Posiciones finales
| Pos. | Equipo    | PJ | PG | PE | PP | Puntos |
| ---- | --------- | -- | -- | -- | -- | ------ |
| 1°   | Nacional  | 10 | 6  | 3  | 1  | 15     |
| 2°   | Libertad  | 10 | 7  | 1  | 2  | 15     |
| 3°   | Olimpia   | 10 | 6  | 2  | 2  | 14     |
| 4°   | Atlántida | 10 | 4  | 1  | 5  | 9      |
| 5°   | Mbiguá    | 10 | 2  | 2  | 6  | 6      |
| 6°   | Guaraní   | 10 | 0  | 1  | 9  | 1      |

| Nacional 1º título |

### Desempate
El partido de desempate por el título fue ganado por Nacional a Libertad el 21 de noviembre por 3 a 1.